# Осборн, Перегрин, 2-й герцог Лидс
Перегрин Осборн (англ. Peregrine Osborne; приблизительно 1659 — 25 июня 1729) — британский аристократ, 2-й герцог Лидс, 2-й маркиз Кармартен и 2-й барон Осборн с 1712 года. Носил титулы учтивости виконт Осборн (1673—1689), граф Денби (1689—1694), маркиз Кармартен (1694—1712). Принадлежал к партии тори, при жизни отца заседал в Палате общин.

## Биография
Перегрин Осборн родился приблизительно в 1659 году в семье Томаса Осборна, впоследствии 1-го герцога Лидса, и его жены Бриджет Берти. С 1673 года, когда его отец получил титулы барона Осборна в Англии и виконта Осборна в Шотландии, Перегрин носил титул учтивости лорд Данблейн. Тогда же он был назначен благодаря отцу секретарём по патентам в Канцлерском суде и аудитором казначейства. В 1677 году, будучи ещё несовершеннолетним, Осборн был избран в Палату общин от Бервика (Нортумберленд), в 1679 году — от замка Корф (Дорсет). В 1685 году он сражался с мятежниками Монмута при Седжмуре, где был легко ранен.
К этому моменту лорд Данблейн накопил огромные долги (до 10 тысяч фунтов), так что ему пришлось бежать на континент, скрываясь от кредиторов. Его отец всё уладил, и в январе 1687 года Осборн-младший смог вернуться на родину. В 1688 и 1689 годах он снова избирался в Палату общин. В 1689 году Осборн-старший получил титул маркиза, и с этого момента Перегрин носил титул учтивости граф Денби, а в 1694 году, когда его отец стал герцогом Лидсом, он был маркизом Кармартеном. Во время Войны Аугсбургской лиги Перегрин занимался каперством. В 1712 году, после смерти отца, он занял место в Палате лордов как 2-й герцог Лидс, но большая часть семейных владений перешла напрямую к его сыну. Осборн открыто выступал за переход короны к «Старшему претенденту», заявив однажды: «Я могу привести Бога в свидетели, что у меня и в мыслях не было (и я уверен, что у моего отца тоже), что высадка принца Оранского закончится свержением короля».
2-й герцог Лидс умер 25 июня 1729 года и был похоронен в Олдбери.

## Семья
Герцог был женат на Бриджет Хайд, дочери сэра Томаса Хайда, 2-го баронета. Этот брак был заключён, несмотря на возникшие трудности: уже после помолвки с Осборном (1674) 12-летнюю Бриджет выдали за Джона Эмертона, суд встал на сторону последнего, но в 1682 году Осборн похитил девушку. Она объявила, что это её единственный муж. В итоге Осборны выплатили Эмертону огромные отступные, и судья аннулировал его брак с Бриджет.
У герцога и герцогини родились двое детей:
- Мэри (1688—1722), жена Генри Сомерсета, 2-го герцога Бофорта, и Джона Кохрейна, 4-го графа Дандональда[3];
- Перегрин (1691—1731), 3-й герцог Лидс[4].